# Borjomi (mineralvand)
 For alternative betydninger, se Borjomi. (Se også artikler, som begynder med Borjomi)
Borjomi (georgisk: ბორჯომი) er et brand af naturligt mineralvand, tilsat kuldioxid (E290), fra kilder i Bordzjomikløften i det centrale Georgien. Den artesiske brønd i dalen tilføres smeltevand fra gletsjerne, der dækker tinderne i Bakurianibjergene i højder på op til 2.300 m.o.h. Vandet stiger til overfladen uden at skulle pumpes, og transporteres i rør til tre tapperier i byen Bordzjomi. 
Kilderne i Bordzjomi opdagedes af det Russiske Kejserriges militær i 1820'erne. De blev hurtigt kendt overalt i det Russiske Kejserrige, hvilket gjorde Bordzjomi til en populær turistdestination. Varemærkets historie er tæt knyttet til det russiske kejserlige Romanov-dynasti. I 1890'erne blev Bordzjomis mineralvand tappet på storfyrste Mihail Nikolajevitj af Ruslands godser. Efter den russiske revolution i 1917 og den efterfølgende sovjetiske overtagelse af Georgien, blev Bordzjomi-foretagendet nationaliseret og mineralvandet gjort til en sovjetisk eksportvare.
I dag er Borjomi mineralvand Georgiens tredjestørste eksportvare og eksporteres til mere end 30 lande. Siden 1995 er Borjomi et varemærke og fremstilles af Georgisk Glas- og Mineralvandskompagni.